# Bébé (sèrie de pel·lícules)
Bébé és una sèrie de curtmetratges muts còmics realitzada entre 1910 i 1913 per Louis Feuillade i amb un nen petit (interpretat per René Dary) que es diu «Bébé».

## Historique
La sèrie de « Bébé » va començar el 1910 amb les pel·lícules La Trouvaille de Bébé, Bébé pêcheur, Bébé fume i la primera i més coneguda, Bébé apache. En aquestes pel·lícules el protagonista és Jean-Joseph Labèbe dit Bébé, paper interpretat pel petit Clément Mary de quatre anys, conegut més tard amb el nom artístic de René Dary. Donat l'èxit, es faran unes 82 pel·lícules, i això fins al 1913. Amb dues excepcions, totes aquestes pel·lícules tenen un títol que inclou la paraula "Bébé" que també és el nom del nen de la sèrie.
A la sèrie, els pares de Baby són interpretats per Paul Manson i Renée Carl, i la seva criada Julie Rabouin per Jeanne Saint-Bonnet. Fonfon, la germana petita de Baby, és interpretada per la germana de Clément Mary, Alphonsine Mary.

## Les pel·lícules

### 1909
- La Cure d'air de Bébé

### 1910
- Bébé apache
- La Trouvaille de Bébé
- Bébé fume
- Bébé pêcheur

### 1911
- Bébé sur la Canebière
- Bébé fait du cinéma
- Bébé nègre
- Bébé moraliste
- Bébé est sourd
- Bébé flirte
- Bébé philanthrope
- Bébé millionnaire
- Bébé fait de l'hypnotisme
- Bébé prestidigitateur
- La Fille du juge d'instruction
- Bébé agent d'assurances
- Bébé marchand des quatre saisons
- Bébé court après sa montre
- Bébé a le béguin
- Bébé fait chanter sa bonne
- Bébé fait une fugue
- Le Bracelet de la marquise
- Bébé chemineau
- Bébé marie son oncle
- Bébé à la ferme
- Bébé roi
- Bébé la terreur
- Bébé Hercule
- Bébé et sa propriétaire
- Bébé et son âne
- Bébé et la Danseuse
- Bébé protège sa sœur
- Bébé pratique le jiu-jitsu
- Bébé corrige son père
- Le Noël de Bébé
- Bébé est neurasthénique
- Bébé est socialiste
- Bébé fait son problème
- Bébé candidat au mariage
- Bébé a lu la fable
- Bébé au Maroc
- Bébé veut imiter Saint-Martin

### 1912
- Bébé devient féministe
- Bébé et le Vieux Marcheur
- Bébé est myope
- Bébé tire à la cible
- Bébé est au silence
- Bébé somnambule
- Bébé marie sa bonne
- Bébé n'aime pas sa concierge
- Bébé a la peste
- Bébé et ses grands-parents
- C'est Bébé qui boit le muscat
- Bébé colle les timbres
- Bébé et la Lettre anonyme
- Bébé chez le pharmacien
- Bébé jardinier
- Bébé et le Satyre
- Bébé adopte un petit frère
- Napoléon, Bébé et les Cosaques
- Bébé et la Gouvernante
- Bébé se noie
- Bébé fait du spiritisme
- Bébé et le Financier
- Bébé, Bout de Zan et le Voleur
- Bébé est perplexe
- Bébé est ange gardien
- Bébé artiste capillaire
- Bébé et la Carpe reconnaissante
- Bébé juge
- Bébé pacificateur
- Bébé persécute sa bonne
- Bébé roi des policiers
- Bébé s'habille tout seul
- Bébé soigne son père
- Bébé trouve un portefeuille
- Bébé veut payer ses dettes
- Bébé victime d'une erreur judiciaire
- Bébé voyage
- Les Chefs d'œuvre de Bébé

### 1913
- Bébé en vacances
- Bébé se venge

## Comentaris
- La sèrie fou continuada per Henri Gambart fins 1916,[2] també amb Clément Mary en el paper de Bébé.
- A la sèrie de cinc pel·lícules del mateix Louis Feuillade sobre Fantômas, una sèrie que comença el 1913 amb Fantômas i acaba el 1914 amb Le Faux Magistrat, un membre de la banda dels apaches rep el malnom de « Bébé », que és una coincidència i no té res a veure. amb la seva primera pel·lícula de la sèrie, Bébé apache.